# Paul Doumer
Joseph Athanase Gaston Paul Doumer (Aurillac, 22 de março de 1857 – Paris, 7 de maio de 1932) foi um professor, jornalista e político francês que serviu como 14º Presidente da França e Co-Príncipe de Andorra de 1931 até seu assassinato.

## Carreira
De origem modesta, trabalhou desde os doze anos, como mensageiro e depois como gravador. Ao mesmo tempo, formou-se em matemática e tornou-se professor. Ele também é jornalista no Aisne e em Paris.
Entrando na política como radical, afastou-se da esquerda a partir do final da década de 1890. Foi eleito deputado várias vezes entre 1888 e 1910, alternadamente por Aisne e Yonne. Apoiador do Império colonial francês, ocupou de 1897 a 1902 a função de governador-geral da Indochina Francesa - da qual saneou as finanças públicas e onde lançou importantes obras, em especial a Transindochinesa e a ferrovia de Yunnan.
Entre 1895 e 1926, foi três vezes ministro da Fazenda. Nessa qualidade, em 1896 ele apresentou um projeto de lei para introduzir o imposto de renda, que encontrou oposição do Senado, e invariavelmente buscou alcançar um orçamento equilibrado. Eleito presidente da Câmara dos Deputados em 1905, concorreu sem sucesso na eleição presidencial do ano seguinte contra Armand Fallières. Derrotado nas eleições legislativas de 1910, dedicou-se ao mundo dos negócios.
Durante a Grande Guerra - que custou a vida de quatro de seus cinco filhos - chefiou o gabinete civil do governo militar de Paris, depois foi nomeado Ministro de Estado e membro do Comitê de Guerra. Ministro das Finanças após a vitória de 1918, adotou uma atitude intransigente nas reparações de guerra devidas pela Alemanha. Senador da Córsega desde 1912, foi presidente da Comissão de Finanças por um tempo e tornou-se presidente do Senado em 1927.
Em 1931, novamente concorrendo à presidência da República, venceu o republicano-socialista e pacifista Aristide Briand no primeiro turno e depois venceu Pierre Marraud graças principalmente ao apoio do centro e da direita. Como Chefe de Estado, Paul Doumer mostrou-se favorável ao reforço do poderio militar francês, apelou à unidade nacional e criticou a atitude partidária dos partidos políticos.
Menos de um ano depois de seu mandato de sete anos, ao inaugurar um salão de escritores veteranos, ele foi assassinado por meio de uma arma por Paul Gorgulov, um imigrante russo com motivos confusos que seria executado pelos seguintes.

## Assassinato
Em 6 de maio de 1932, Paul Doumer estava em Paris na abertura de uma feira do livro no Hôtel Salomon de Rothschild, conversando com o autor Claude Farrère. De repente, vários tiros foram disparados por Paul Gorguloff, um emigrante russo. Dois dos tiros atingiram Doumer, na base do crânio e na axila direita, e ele caiu no chão. Claude Farrère lutou com o assassino antes da chegada da polícia. Doumer foi levado às pressas para o hospital em Paris, onde morreu às 04h37 do dia 7 de maio. Ele é o único presidente francês a morrer de um tiro.
André Maurois foi testemunha ocular do assassinato, tendo comparecido à feira do livro para autografar exemplares do seu livro. Mais tarde, ele descreveu a cena em sua autobiografia, "Call No Man Happy". Como observa Maurois, como o presidente foi assassinado em uma reunião de escritores, foi decidido que os escritores - Maurois entre eles - deveriam vigiar o corpo enquanto ele jazia no Palácio do Eliseu.

## Publicações
- Paul Doumer, Situation de l'Indo-Chine (1897-1901) : rapport, Hanoi, F.-H. Schneider,1902, 556 p.
- Paul Doumer, L'Indo-Chine française (souvenirs), Paris, Vuibert e Nony,1905, 392 p.
- Paul Doumer, Livre de mes fils, Paris, Vuibert e Nony,1906, 344 p.
- Paul Doumer, Livre de mes filles, Paris, Vuibert e Nony,1906, 356 p.
- Paul Doumer e outros., La Métallurgie du fer, Paris, Vuibert,1912, 247 p.
- Paul Doumer, La Loi militaire du 7 août 1913, Paris, H. Dunod e E. Pinat, coll. “Enciclopédia Parlamentar de Ciências Políticas e Sociais”,1913, 253 p.
- Paul Doumer, Paroles humaines, Paris, Eugène Figuière, coll. "Palavras do Século XX",1929, 238 p.